# Kraftwerk Itumbiara
Das Kraftwerk Itumbiara (portugiesisch Usina Hidrelétrica (de) Itumbiara) ist ein Wasserkraftwerk in Brasilien, das den Paranaíba zum Itumbiara-Stausee (port. Represa de Itumbiara bzw. Lago das Brisas) aufstaut. Der Paranaíba bildet an dieser Stelle die Grenze zwischen den Bundesstaaten Minas Gerais und Goiás. Ungefähr vier Kilometer flussabwärts befindet sich die Stadt Itumbiara.
Mit dem Bau wurde im November 1974 begonnen und er wurde im Dezember 1981 abgeschlossen. Die Gesamtkosten für die Errichtung des Kraftwerks und der notwendigen Übertragungsleitungen lagen bei 1,0508 Mrd. US$. Ursprünglich waren Kosten in Höhe von 593,6 Mio. US$ geplant.

## Absperrbauwerk
Das Absperrbauwerk besteht zum größten Teil aus einem Staudamm mit einer maximalen Höhe von 106 m. Die Länge der Staudammkrone beträgt 7.000 m. Das Volumen des Staudamms liegt bei 31,5 Mio. m³.
In der Mitte des Staudamms befindet sich eine Gewichtsstaumauer aus Beton, mit der Wehranlage auf der rechten Seite. Die Hochwasserentlastung besteht aus 6 Toren mit einer Breite von 15 m und einer Höhe von 9 m. Es können maximal 16.000 m³/s abgeleitet werden. Am Fuße der linken Seite der Staumauer befindet sich das Maschinenhaus mit einer Länge von 223 m. Das Volumen der Gewichtsstaumauer liegt bei 1,8 Mio. m³.

## Stausee
Beim normalen Stauziel von 520 m (max. 521,2 m bei Hochwasser) erstreckt sich der Stausee über eine Fläche von rund 778 km² und fasst 17 Mrd. m³ Wasser – davon können 12,454 Mrd. m³ zur Stromerzeugung genutzt werden. Das minimale Stauziel, bei dem die Maschinen noch betrieben werden können, liegt bei 495 m. Normalerweise füllt sich der Itumbiara-Stausee während der Regenzeit von November bis April, um dann während der Trockenzeit von Mai bis Oktober geleert zu werden.

## Kraftwerk
Das Kraftwerk Itumbiara ist mit einer installierten Leistung von 2.082 MW das größte Kraftwerk des Stromerzeugers Furnas Centrais Elétricas. Die durchschnittliche Jahreserzeugung schwankt: sie lag im Jahre 2007 bei 10,8 Mrd. kWh und 2009 bei 7,16 Mrd. kWh. Das Kraftwerk dient der Abdeckung der Grundlast.
Es sind insgesamt 6 Maschinen mit jeweils 347 MW maximaler Leistung installiert. Die erste Maschine ging am 27. April 1980 und die letzte am 16. Dezember 1981 in Betrieb. Die Francis-Turbinen wurden von Voith und Bardella, die zugehörigen Generatoren von Gebsa und CGE geliefert. Die Generatoren haben eine Nennspannung von 13,8 kV und eine Nennfrequenz von 60 Hz. Der Durchmesser eines Rotors liegt bei 7,06 m. In der Schaltanlage wird die Generatorspannung von 13,8 kV mittels Leistungstransformatoren auf 525 kV hochgespannt. Die Schaltanlage befindet sich auf der linken Seite des Flusses.
Das Kraftwerk ist im Besitz von Furnas Centrais Elétricas und wird auch von Furnas betrieben.

## Bau

### Hintergründe
Von 1963 bis 1965 stellte ein Konsortium von kanadischen, US-amerikanischen und brasilianischen Firmen (CANAMBRA) mehrere günstige Standorte für Wasserkraftwerke, darunter Itumbiara fest. Ursprünglich sahen die Planungen neben dem Staudamm bei Itumbiara zwei weitere Dämme bei Tupaciguara und Anhanguera vor. Nachdem Furnas aber weitergehende Untersuchungen durchgeführt hatte, wurde beschlossen, den Staudamm bei Itumbiara zu erhöhen, wodurch auf die beiden anderen Dämme verzichtet werden konnte. Das Stauvolumen von Itumbiara sollte sich dadurch im Vergleich zum CANAMBRA-Projekt vervierfachen und die Leistung des Kraftwerks sollte verdoppelt werden.

### Bauabschnitte
Die Tabelle gibt einen Überblick über die einzelnen Bauabschnitte und ihre jeweilige Fertigstellung:
|     | Bauabschnitt               | Fertigstellung | (geplant)  |
| --- | -------------------------- | -------------- | ---------- |
| 1   | Hauptauftragnehmer vor Ort | 30.11.1974     | 30.06.1974 |
| 2   | Umleitung des Flusses      | 01.09.1976     | 30.10.1976 |
| 3   | Einstau                    | 01.10.1979     | 30.11.1979 |
| 4.1 | Damm (rechte Seite)        | 30.11.1979     | 30.12.1979 |
| 4.2 | Damm (linke Seite)         | 30.09.1979     | 30.12.1979 |
| 5   | Maschinenhaus              | 15.12.1981     | 30.12.1981 |

Aufgrund von unzureichenden geologischen Untersuchungen waren der Umfang und die Kosten für das Ausheben der Fundamente des Staudammes vor Beginn der Arbeiten mit einigen Unsicherheiten behaftet.

### Kosten
Die Gesamtkosten des Projektes lagen bei insgesamt 1.050,8 Mio. US$, wovon 165,3 Mio. in Fremdwährung und 885,5 Mio. in der damaligen brasilianischen Währung Cruzeiro anfielen. Ursprünglich waren für das Projekt Gesamtkosten von 593,2 Mio. Dollar angesetzt worden. Die Kosten für die Errichtung des Staudamms und des Kraftwerks lagen bei 716,3 Mio. US$. Die Errichtung mehrerer Hochspannungsleitungen kostete 334,5 Mio. US$. Die Weltbank gewährte Furnas im Jahre 1973 einen Kredit über 125 Mio. US$ für die Errichtung des Kraftwerks Itumbiara (Loan 923-BR).

## Sonstiges
Anfang Februar 2014 fiel das Volumen des Stausees auf 27 % seines Maximums. Damit liegt er aber immer noch 10 m über dem Niveau, das für den Betrieb der Maschinen nötig ist. Normalerweise füllt sich der Stausee während der Regenzeit von November bis April, um dann während der Trockenzeit von Mai bis Oktober geleert zu werden.
Im Dezember 2012 verursachte das Kraftwerk Itumbiara einen Stromausfall in mehreren Bundesstaaten Brasiliens, als seine Maschinen vom Netz getrennt wurden. Zum Zeitpunkt des Ausfalls erzeugte das Kraftwerk 1.180 MW.